# Ishavets kæmpe
Ishavets kæmpe er en dansk naturfilm fra 2013, der er instrueret af Adam Schmedes efter manuskript af Peter I. Lauridsen.

## Handling
En grønlandshval fødes i begyndelsen af 1800-tallet. I en anden tid, på et andet sted og i et andet hav. På den time filmen varer, gives et indblik i menneskenes historie, i den industrielle udvikling og den globale opvarmning set fra hvalens perspektiv. I unikke undervandsoptagelser samt i animerede og CGI-genererede sekvenser følges hvalens liv fra fødsel til død, under jagten på føde og fødesteder, i en verden som hastigt forandres af menneskets tilstedeværelse. Det ses hvordan historien har krydset hvalens vej og med hvalen i centrum fås ikke bare en fornemmelse af hvordan det er at være hval, men også for det uendelige tidsperspektiv, hvalen kan videregive.